# Друге пересування приголосних
Друге пересування приголосних (другий (верхньонімецький) перебій, також — давньоверхньонімецьке пересування приголосних; нім. Zweite Lautverschiebung) — фонетико-морфологічний процес у розвитку німецьких мов, що полягав у зміні німецьких змичних приголосних, що призвів до появи верхньонімецьких діалектів, та який послужив розмежувальною лінією між верхньо- та нижньонімецькими діалектами.